# 摩爾莊園角色列表
摩爾莊園角色清單介紹兒童網路遊戲《摩爾莊園》和《摩爾莊園2》和其衍生動畫《摩尔庄园动画片》內的登場人物。

## 摩爾莊園

### 主要人物
| 姓名                          | 職位或地位                                          | 生日                                     | 特徵、介紹 | 拉姆名    | 拉姆介紹 |
| 麼麼                          | 摩爾莊園的公主 未來的摩爾王九世 摩爾王八世長女      | 11月28日                                 | 高貴、善良，有著一紅色捲捲雙馬尾的公主，其性格善良可愛，富有禮貌，擁有對於普通摩爾生活的美好嚮往。偶爾會有小過失。口頭禪是「你認為我是好公主嗎？」。 雖然貴為公主，但卻是個小孤女。其父親摩爾王八世在10年前的黑森林大火中，與母親哈娜皇后為了掩護摩爾莊園的百姓安全撤退，一同不知所蹤後消失。此後在洛克行政官和皇家騎士團的撫養下長大，繼承了「光明的力量」。 莊園建立之初曾擔任新人輔導官，後常作為莊園代言人身份出現。喜歡舉辦舞會。在六歲時曾被當時十歲的RK救過。在《王子復仇記》中扮演哈姆雷特。官方米米號為20000001 | 瑪麗      | 麼麼公主的超級拉姆，負責管理露天花園。 |
| 塞拉 （傑拉德）               | 麼麼的雙胞胎哥哥 捷克的弟弟 摩爾王八世次子          | 11月28日                                 | 原是莊園裡的反派角色，實為摩爾莊園的二王子 主要出現在傑拉德與尼爾拉塔系列任務中。，曾在黑魔法學院裡學習黑魔法，但也有善良的一面。當傑拉德的救命恩人大書怪去世後，想藉著尼爾拉塔回到過去把大書怪帶回來，卻無意間回到10年前的黑森林，目睹母后為了莊園的和平將他拋棄給庫克的情景，也得知自身實為摩爾莊園的另一位王子，繼承了「黑暗的力量」，因和妹妹間必要犧牲其中一人，然而因麼麼繼承了「光明的力量」，利弊權衡之下，好選擇犧牲自己。 由於不滿麼麼能夠過著光鮮亮麗的生活，自己卻只能披著斗篷躲躲藏藏，因此打算殺掉麼麼、毀滅莊園，因此引燃黑森林大火。 最後在黑森林大火災時，他頓時醒悟而挽回一切，然而魔法卻無法停止，為了做最後的贖罪，選擇犧牲生命來延緩自己引起的大爆炸(黑森林大火的源頭)。 在之後的任務《王子復仇記》中有以魔法型態出現，扮演的角色為雷地阿斯，故事結束後又化為紫蝴蝶消失 | 黑焱      | 從小被傑拉德領養，一直被暗黑魔法薰陶著，天真認為主人就是世界的真理，一直非常忠誠於傑拉德。                                                                                                  |
| 捷克                          | 摩爾莊園的王子 城堡書房管理員 摩爾王八世長子        | 7月7日                                   | 摩爾莊園的大王子，麼麼公主的哥哥。 在10年前的黑森林大火中與家人失散，後來受到詛咒變成了黑貓，之後一直在魔法馬車與哈哈魔法師相伴。在萬聖節RK進入魔法馬車喚醒了黑貓的力量後，變成了大黑貓，後在在大家的幫助下變回原本的摩爾形態，其王子身份才被大家知曉。官方米米號為:20000007 | 壞壞      | 捷克王子的中級拉姆，總跟隨在捷克王子身邊。 |
| 菩提                          | 拉姆學院校長 前皇家騎士團團長 SMC拉姆小導師         | 2月27日（但在淘米明星的介紹中為9月10日） | 溫和、善良、慈祥、負責，平易近人、樂觀開朗，自稱無所不知。常常幫忙安排拉姆們上課的工作。摩樂樂的養父。口頭禪「喔謔謔謔，我去過的地方比星星還多！」喜歡收集古董，教育後輩，並一直在偷偷尋找治療禿頂的辦法。曾被迪克綁架。在《王子復仇記》中扮演波洛涅斯。官方米米號為20000003 | 葡萄      | 菩提大伯的超級拉姆，大胃王賽中的亞軍。 菩堤大伯消失的期間，由他擔任校長。 |
| 菩提                          | 拉姆學院校長 前皇家騎士團團長 SMC拉姆小導師         | 2月27日（但在淘米明星的介紹中為9月10日） | 溫和、善良、慈祥、負責，平易近人、樂觀開朗，自稱無所不知。常常幫忙安排拉姆們上課的工作。摩樂樂的養父。口頭禪「喔謔謔謔，我去過的地方比星星還多！」喜歡收集古董，教育後輩，並一直在偷偷尋找治療禿頂的辦法。曾被迪克綁架。在《王子復仇記》中扮演波洛涅斯。官方米米號為20000003 | 飛飛      | 菩提大伯的超級拉姆，拉姆運動會報名處代理。 |
| Robert Kidder （羅伯特·基德） | 怪盜 中學生（連續跳級三次，現已畢業）               | 7月25日(官方)                            | 冷靜，獨立，善於思考。冷漠，難以接近。口頭禪是「真相，下次我一定捉住你！」喜歡玩解謎遊戲。是莊園裡的搗蛋鬼，有飛天遁地的能力和黑玫瑰的魔法。曾經在十歲時幫助過當時六歲的麼麼公主。現在一直在尋找父母的下落。惡作劇後東西一定會還。 | 魯比      | RK的神力超級拉姆，曾在拉姆運動會中化名為魚比。 |
| 絲爾特                        | 摩爾大學校長 前服裝店店長                           | 5月4日                                   | 擅長解決摩爾的心理問題，設計的服裝總能引起新潮流。金色長髮後面綁了個紅色蝴蝶結，一邊瀏海用粉色愛心夾子固定，戴著紅框圓眼鏡。官方米米號為20000002 | 花寶      | 絲爾特姊姊的拉姆，在雲裳鏡界中幫忙照顧小布頭。 |
| 兔兔                          | 摩爾報社主編                                        | 5月5日                                   | 一個熱衷於採訪的記者。 | 拉小菲    | 兔兔的拉姆。 |
| 大衛                          | 發明家                                              | 5月5日                                   | 在梅森小屋上面的農場發明屋裡，常常得意著他自己的作品。總是稱自己為偉大的科學家。 | RX        | 大衛的拉姆。在摩爾莊園大地震後，看守震央尼爾拉塔。 |
| 尼克                          | 摩爾餐廳店長兼主廚                                  | 5月4日                                   | 在摩爾餐廳裡，可以穿著侍者裝到他那兒打工。料理深受人們喜愛。招牌菜是"愛心牛排"。 | 菲力      | 尼克的神力超級拉姆，是米勒大道摩爾餐廳分店尼菲餐廳的老闆。 |
| 梅森                          | 開心農場小屋管理員                                  | 6月23日                                  | 一直對「自己是不是真的很囉唆？」這件事耿耿於懷。 | 無        | 無 |
| 瑞琪                          | 皇家騎士團團長 黑森林龍騎士 SMC一般騎士 SMC皇家騎士 | 3月13日                                  | 在黑森林跟大家離別了，有時也會回到莊園。 | 真理      | 瑞琪的拉姆，就像他的名字一樣，做起事來一根筋。從小和瑪麗、葡萄一起長大。 |
| 法蘭克                        | 皇家騎士團副團長 SMC一般騎士 SMC皇家騎士            | 未知                                     | 代替瑞琪的位置，目前在前哨站等待大家加入騎士訓練。 | 無        | 無 |
| 克勞                          | 愛心教堂神父 SMC健康營養師                          | 未知                                     | 全莊園對超級拉姆最了解的摩爾，在愛心教堂裡等待著淨化拉姆的靈魂和復活拉姆。 | 無        | 無 |
| 艾爾                          | 摩爾警署警長 SMC警察                                | 11月10日                                 | 可以找他巡察簽到。 | 無        | 無 |
| 傑西                          | 愛心嚮導社嚮導 SMC嚮導 SMC超級嚮導                  | 11月23日                                 | 可以找他做超級嚮導簽到。 | 無        | 無 |
| 艾米                          | SMC記者                                             | 8月19日                                  | 兔兔主編的助手。 | 無        | 無 |
| 湯米                          | 建築署署長 SMC建築師 前打工處工頭                   | 10月30日                                 | 一位優秀的工程師，在建設署工作。 | 小仔      | 湯米的拉姆，在大胃王比賽中獲得季軍(最後一名)，但因其他人退讓，而成為冠軍。建設署成立後，便在尼爾拉塔代替主人湯米擔任工頭。                                                                  |
| 庫洛                          | 消防署署長 SMC消防員 前SMC皇家騎士                  | 未知                                     | 在消防署工作，是個銀髮的帥哥。 | 海亭      | 庫洛的神力超級拉姆。 |
| 貝塔                          | 交通署署長 SMC駕駛員                                | 未知                                     | 在交通署工作，是個遵守交通規則的優秀駕駛員。 | 蔣誠信    | 貝塔的拉姆，來自中國，協助進行送貨任務。 |
| 貝塔                          | 交通署署長 SMC駕駛員                                | 未知                                     | 在交通署工作，是個遵守交通規則的優秀駕駛員。 | 奧西里斯  | 貝塔的拉姆，來自埃及，為炫風車補充能量。 |
| 貝塔                          | 交通署署長 SMC駕駛員                                | 未知                                     | 在交通署工作，是個遵守交通規則的優秀駕駛員。 | 山姆•莫漢 | 貝塔的拉姆，來自印度，經營炫風改造店。 |
| 安迪                          | 拉姆醫院院長 SMC拉姆救治師                          | 未知                                     | 負責救治有病痛的拉姆。 | 無        | 無 |
| 洛克                          | 行政官                                              | 9月1日 (40歲)                            | 負責掌管公民管理處的一切事務，尼爾拉法師的老朋友。 | 無        | 無 |
| 獵人M                         | 獵人小屋擁有者 SMC小獵人                            | 未知                                     | 黑森林探險者，本名墨菲。 | 無        | 無 |
| 粒粒                          | 摩爾城堡訊息通報員 前摩爾愛派對祕書長               | 未知                                     | 在城堡前面提供最新消息。曾被迪克綁架。在《王子復仇記》中扮演歐菲莉亞。 在《摩爾莊園手遊》中，因追尋自己的夢想而離開莊園，然而卻音訊全無。 | 小乖      | 粒粒的超級拉姆。粒粒失蹤時，協助摩爾警署調查。 |
| 渼渼                          | 摩爾城堡訊息通報員 摩爾愛派對現任祕書長             | 12月29日                                 | 在城堡前面提供最新消息。 | 茶茶      | 渼渼的拉姆。 |
| 彩虹                          | 寵物店長 拉姆飼養員                                 | 未知                                     | 一位善解人意的拉姆飼養員。 | 小水滴    | 彩虹姊姊的水系拉姆。 |
| 彩虹                          | 寵物店長 拉姆飼養員                                 | 未知                                     | 一位善解人意的拉姆飼養員。 | 艾莉絲    | 彩虹姊姊的超級拉姆。 |
| 凱文                          | 拉姆學院考官 極限運動員                             | 9月6日                                   | 拉姆學院飛行、潛水、動物課的考官。 | 閃電      | 凱文的拉姆，負責拉姆運動會練習考。 |
| 尤尤                          | 陽光草舍管理員 動物飼養員                           | 6月23日                                  | 一名優秀的動物飼養員，喜愛動物，想處理摩爾牧場的種種事宜就要找她。 | 臭臭      | 尤尤的拉姆，在大胃王比賽中得到冠軍，最後將冠軍讓給小仔。現在駐守在每個小摩爾的肥肥館。 |
| 尤尤                          | 陽光草舍管理員 動物飼養員                           | 6月23日                                  | 一名優秀的動物飼養員，喜愛動物，想處理摩爾牧場的種種事宜就要找她。 | 臭臭二號  | 駐守在陽光培育室，可以說是臭臭的分身。 |
| 西索                          | 服裝店店長 服裝設計師                               | 9月6日                                   | 現任服裝設計師，絲爾特的徒弟。 | 小布頭    | 西索的拉姆，在雲裳鏡界中負責整理衣服。 |
| 哈哈                          | 魔法師 神奇密碼箱管理員                             | 未知                                     | 常協助小摩爾們解決問題，負責管理神奇密碼箱。 | 無        | 無 |
| 尼爾拉法師                    | 魔法師                                              | 未知(100歲左右)                          | 尼爾拉第七代法師，來無影去無踪，掌握很多古老部族的秘密，洞悉摩爾和拉姆的過去和未來。暗中幫助摩爾新一代的成長。真實姓名是亞撒。他創造了尼爾拉塔，多年前他離開了尼爾拉塔、離開了莊園，就再也沒有人見過，唯獨他的拉姆，拉姆王一直守在尼爾拉塔，始終堅守著尼爾拉留給它的紙條裡所說的：當魔法力量再次被人們接受時，可以開啟那扇通往另一扇世界的大門。他現在就站在尼爾拉塔第一層。 | 拉姆王    | 尼爾拉的拉姆(但他自己並不承認)，頭上有七片金黃的葉子和一個王冠，當拉姆王感應到了魔法力量時，開啟了尼爾拉塔的大門。尼爾拉塔盛大開啟，也讓我們逐步走向一個未知的謎底，一個全新的世界。        |
| 十一                          | 摩爾圖書室店長                                      | 未知                                     | 擁有超級拉姆才能去找他接任務。現在行蹤不明。 | 無        | 無 |
| 漢青                          | 阿福號船長                                          | 未知                                     | 丫麗的父親，菩提大伯的老友。每年春節都會回來一次。 | 小笨生    | 漢青的超級拉姆，是漢青特派隊的隊長。 |
| ㄚ麗                          | 漢青的女兒 小學生                                   | 8月7日                                   | 大膽，直率，仗義；脾氣火爆，爭強好勝，容易衝動。口頭禪是「小心挨揍！」她是個擁有一身好功夫，勤學苦練的好姑娘，永遠梳著中國妹妹頭、一對髮髻，說話快人快語，好打抱不平，女俠作風。 官方米米號為20000009 | 波波      | 丫麗的拉姆。 |
| 火精靈                        | 魔法之神                                            | 未知                                     | 魔法之神派來的四位拉姆，負責教授魔法課。 | 紅彤彤    | 魔法力量課老師。 |
| 水精靈                        | 魔法之神                                            | 未知                                     | 魔法之神派來的四位拉姆，負責教授魔法課。 | 藍幽幽    | 魔法感應課老師。 |
| 木精靈                        | 魔法之神                                            | 未知                                     | 魔法之神派來的四位拉姆，負責教授魔法課。 | 綠茸茸    | 魔法守護課老師。 |
| 超級精靈                      | 魔法之神                                            | 未知                                     | 魔法之神派來的四位拉姆，負責教授魔法課。 | 黃澄澄    | 魔法變身課(超級魔法課)老師。 |
| 伊蓮                          | 前摩爾銀行管理員 摩摩商會會長                       | 未知                                     | 專門發放大道的土地卡，並告訴大家有關理財的知識。 | 金米      | 伊蓮的火系拉姆。 |
| 土林長老                      | SMC森林騎士                                         | 未知                                     | 守護黑森林的老摩爾，打贏他才能成為森林騎士。 | 老腦袋    | 土林長老的拉姆，專門告訴摩爾們森林訓練成績。 |
| 庫拉                          | 魔法師                                              | 6月1日                                   | 口頭禪是「骰子，你懂的！」「給我記住，下次有你好看！」喜歡監視摩爾莊園的一舉一動，是個不折不扣的大變態。熱衷於研究新魔法、照鏡子臭美。性格孤僻、邪惡、自大，凡事以自我為中心，但其實是刀子嘴豆腐心。曾綁架了六隻拉姆，並奪去他們的魂魄，造就了骰子。成天想方設法統治摩爾莊園，卻總是被樂樂俠阻止。在《王子復仇記》中扮演克洛帝阿斯。官方米米號為20000008 | 骰子      | 庫拉的拉姆，是六隻拉姆的合成體。其身體就像骰子，每一面各代表一種能力：一點為恢復，二點為複製，三點為強化，四點為結界，五點為爆炸，六點為實現願望。對主人忠心耿耿。                          |
| 摩樂樂                        | 小學生                                              | 4月6日上午                               | 活潑開朗，遇事果斷，正義感強。優點是機靈、熱心，精力旺盛；缺點是注意力不集中，經常幫倒忙。口頭禪是「哈哈！我有主意了！看我的！」喜歡帶著拉仔探險。能透過自己的拉姆，變身成正義的樂樂俠，現在也是遊戲內的NPC，會陪著小摩爾們參與劇情任務。菩提大伯的養子。 | 拉仔      | 摩樂樂的拉姆，是隻超精靈，拉姆學院幼稚園一年級生。忠誠、機靈，挑食，喜歡曬太陽。口頭禪「BI—BO」動畫片中，奉菩提大伯之命，總是趁主人昏迷時，讓主人在失憶的情況下變成樂樂俠。變身後叫做超仔。 |
| 布多多                        |                                                     | 未知                                     | 一個貪吃而力氣大的摩爾，摩樂樂的好友，動畫片的主角之一。現在也是遊戲內的NPC。 | 無        | 無 |
| 布少少                        |                                                     | 未知                                     | 一個貪睡而善於挖地洞的摩爾，摩樂樂的好友，動畫片的主角之一。現在也是遊戲內的NPC。 | 無        | 無 |
| 花嬸                          | 販賣道具                                            | 未知                                     | 在淘淘樂街把各種道具販賣給小摩爾。曾被迪克綁架。 | 春田花花  | 花嬸的拉姆。 |
| 炸花                          | 國外的校長 飯店管理學老師                           | 未知                                     | 幽默風趣的歸國摩僑。利用最新穎獨特的辦學理念，開放自由的管理方式，寓教於樂，讓小摩爾們能輕鬆學習飯店管理課程。喜歡屎蚵蜋。 | 無        | 無 |
| 迷你星                        | 服裝店助手                                          | 未知                                     | 服裝店新來的小助手，之前一直幫忙收集摩爾時尚裡面的玩家投稿，並負責組織每個月的摩爾時尚小設計師比賽。 | 無        | 無 |
| 馬內                          | 珠寶商人                                            | 未知                                     | 可以到淘淘樂街找他玩寶石挑選遊戲，在他那裡領取入職任務就可以成為珠寶商人。 | 無        | 無 |
| 尤瑞克                        |                                                     | 未知                                     | 誓言小屋的主人，是一個脾氣古怪的老爺爺。年輕時是一名英勇的隊長，曾經擊敗過巨龍。 | 無        | 無 |
| 卡蘿拉                        |                                                     | 未知                                     | 尤瑞克的妻子，已歿。最喜歡的花朵是紫羅蘭。 | 無        | 無 |
| 巴圖魯                        | 地下世界的酋長                                      | 未知                                     | 地下世界摩利亞城的酋長。 | 無        | 無 |
| 艾蓮娜                        | 摩利亞公主 女神之淚的化身                           | 未知                                     | 巴圖魯的女兒，活潑開朗的女孩。真實身分是傳說中的珍貴寶石——女神之淚的化身。在關鍵時刻會變成女神之淚守衛家園。最後和拉比特被伊絲特傳送到了東部的荒蕪大陸——黑魔法之家。由於女神之淚，黑魔法之家長出許多美麗的花草，黑魔法師們不需再流浪了。但這也造成伊絲特的逝去。 | 無        | 無 |
| 莎士摩亞                      | 劇作家                                              | 未知                                     | 瘋狂劇作家，《王子復仇記》的作者，也是元素騎士的BOSS之一。因為自己被吟遊詩人寫成了悲慘的命運，而想報復全世界，最終被封印回書中，成為永恆的劇作家。 | 無        | 無 |
| 伊莉絲                        |                                                     | 未知                                     | 神秘花海小屋的主人，一位年輕的少女。被庫拉視為女神。 | 無        | 無 |

### 黑森林的NPC及龍騎士（2011開始出现）
| 姓名       | 職位或地位         | 特徵、介紹                                                   |            |            |            |
| 尤娜       | 黑森林龍騎士團團長 | 和瑞琪曖昧不明的樣子，無從得知他的感情狀態。                 |            |            |            |
| 尼爾       | 工匠               | 馬其諾基地負責製造武器的工匠。                               |            |            |            |
| 馬渴斯     | 糧官               | 馬其諾基地負責管理糧食的人員。                               |            |            |            |
| 桑德       | 馴龍師             | 馬其諾基地的馴龍師。                                         |            |            |            |
| 威爾       | 神秘商人           | 艾爾文濕地的神祕商人。有時會來到莊園販售禮包。               |            |            |            |
| 雷歐       | 龍騎士隊長         | 龍騎士之一，參加和鯰魚王的戰爭，並擔任隊長。                 |            |            |            |
| 哈迪       | 龍騎士成員         | 龍騎士之一，參加和鯰魚王的戰爭，卻遭擊傷。                   |            |            |            |
| 朋克       | 龍騎士成員         | 龍騎士之一，參加和鯰魚王的戰爭。                             |            |            |            |
| 索菲亞     | 神秘商人           | 黑刃要塞的神祕商人，售有冰霜巨龍蛋。有時會來到莊園販售禮包。 |            |            |            |
| 吉吉賽神木 |                    | 黑霧沼澤裡的一個神木，從樹洞裡可以進去。                     |            |            |            |
| 吉娜       | 流浪商人           | 神木裡的流浪商人。有時會來到莊園販售禮包。                   |            |            |            |
| 德羅巴     | 龍騎士成員         | 駐守奧林波斯的龍騎士。                                       |            |            |            |
| 庫克       | 龍騎士成員         | 駐守遠古海灘的龍騎士。                                       |            |            |            |
| 土林長老   | 見主要人物         | 見主要人物                                                   | 見主要人物 | 見主要人物 | 見主要人物 |
| 鳶尾花仙子 |                    | 鳶尾仙堡金色鳶尾花中的花仙子。只要唱起歌謠，便可向她許願     |            |            |            |
| 愛麗莎     |                    | 鳶尾仙堡外的少女，可以用收集物品和她換取婚紗裝扮。           |            |            |            |
| 神秘占星師 | 占星師             | 鳶尾仙堡內的占星師。                                         |            |            |            |
| 時之女神   |                    | 時光聖殿的守護者。                                           |            |            |            |
| 巴圖魯     | 見主要人物         | 見主要人物                                                   | 見主要人物 | 見主要人物 | 見主要人物 |
| 艾蓮娜     | 見主要人物         | 見主要人物                                                   | 見主要人物 | 見主要人物 | 見主要人物 |
| 摩摩兔     |                    | 居住在地下世界的一隻兔子，可以找牠玩撈魚遊戲。               |            |            |            |

台版自從2009年8月起，黑森林大部分都開啟了。

### 黑森林中的BOSS（2010開始出现）
| 姓名        | 特徵、介紹                                       |
| 雷·盤克     | 即野豬王，出現在丹莫洛叢林。                     |
| 威廉·基德   | 即鯰魚王，出現在肯瑞托。                         |
| 托米·里奧斯 | 埃特拉火山的守護者。                             |
| 艾斯        | 蒂斯深海的守護者。                               |
| 瑞麟        | 奧林波斯看門龍，為了保護首領而看守奧林波斯底層。 |
| 佛蘭·卡斯   | 奧林波斯看門龍，為了保護首領而看守奧林波斯上層。 |
| 薩諾        | 奧林波斯看門龍，為了保護首領而看守奧林波斯頂層。 |
| 帕拉        | 地下世界的元素騎士BOSS，出現在蘑菇森林。         |
| 邪惡蘑菇    | 地下世界的元素騎士BOSS，出現在蘑菇森林。         |
| 巨型赤蠍    | 地下世界的元素騎士BOSS，出現在龍巢迷宮。         |

### 摩羅島上的NPC及BOSS
| 姓名   | 職位或地位 | 特徵、介紹                                                     | 拉姆名 | 拉姆介紹                                                                         |
| 威廉   | 指揮官     | 進攻摩羅島的指揮官。                                           | 莎莎   | 威廉隊長的拉姆，跟著威廉一起爭戰。                                               |
| 萊德   | 騎士       | 率領騎士團打進傑拉德總部的騎士。                               | 無     | 無                                                                               |
| 傑拉德 | 首腦       | 傑拉德總部的首領。                                             | 黑焱   | 傑拉德的寵物，疑似是拉姆。在傑拉德遭擊退之後，傑氏命其斷後。目前守在摩羅島山洞。 |
| 便便樹 | BOSS       | 摩羅島海灘的把關者。有兩個手下，分別為羅勒和枯枯。             | 無     | 無                                                                               |
| 啊嗚花 | BOSS       | 摩羅島窪地的把關者。有兩個手下，分別為嘿啦和嘔噠。             | 無     | 無                                                                               |
| 刺青   | BOSS       | 摩羅島叢林的把關者。曾綁架花嬸。有兩個手下，分別為假面和嘎嘎。 | 無     | 無                                                                               |
| 青刺   | BOSS       | 摩羅島岩地的把關者。有兩個手下，分別為毛球和刺球。             | 無     | 無                                                                               |

### 海妖國
| 姓名   | 特徵、介紹                                               |
| 蘿絲   | 海妖國的人魚公主。擁有五彩心形珍珠項鍊。最後和保羅結婚。 |
| 保羅   | 海妖國的人魚王子。最後和蘿絲結婚。                       |
| 龍大俠 | 龍王丸號的龍蝦司機。                                     |
| 珍妮   | 海底樂園的海豚售票員。                                   |
| 帕帕囧 | 海底冰泉廣場的海星主人。                                 |
| 小海妖 | 外貌類似一隻米色的小龍，是海妖王的小兒子。               |
| 海妖王 | 海妖國的首領，一隻紫色的巨龍。是保羅和小海妖的父親。     |

### 黑魔法學院
| 姓名       | 特徵、介紹 |
| 伊絲特     | 由黑魔法學院校長製造出來的女孩，會使用傳送魔法。在思考過自己的存在意義後，決定即使犧牲生命也要拯救黑魔法師們破敗的家園，最後她使用傳送術遠距離將艾蓮娜與拉比特傳送到了黑魔法師的家園「荒蕪大陸」，並因力量耗盡在故鄉的土地上逝去。 |
| 拉比特     | 會使用火系魔法。脾氣火爆，老是想要燒燬一切，但他的火系魔法因艾蓮娜最強大的時空魔法——女神之淚的施展而消失。最後跟艾蓮娜一起被伊絲特傳送回黑魔法之家，並和艾蓮娜一起看著伊絲特消逝。                                                 |
| 華利弗     | 黑魔法學院7號學員，能使用魔法把其他摩爾變成動物，並加以控制。名字被丫麗叫成 "華夫餅"。一度假扮成紅鼻子馬戲團的小丑盧卡斯。原先被騎士團擊敗，後來因為零施展魔法，被詛咒成了摩爾之眼。                                               |
| 古德摩．零 | 自稱零殿，不知為何目的效忠學院的反派。出場時摧毀了老天使園，並綁架了麼麼公主，也是造成骰子四散的元兇。他曾在前哨站變出一隻龍，骰子以身抵擋，龍因而消失但骰子也因此解體。最後被騎士團等擊退。                                       |
| 吹笛人     | |
| 小萌       | |
| 弗蘭契斯科 | |

### 浮冰島
| 姓名 | 特徵、介紹                                     |
| 肖恩 | 浮冰島海灣的企鵝。                             |
| 傑西 | 浮冰島海灣的企鵝，喜歡金豆。                   |
| 老超 | 積雪鎮的企鵝老爺爺。很會烹飪海鮮。             |
| 豆豆 | 浮冰島的企鵝小孩。                             |
| 洛基 | 浮冰島的元素騎士BOSS，出現在積雪神殿。         |
| 托爾 | 浮冰島的元素騎士BOSS，出現在積雪神殿。         |
| 奧丁 | 浮冰島的元素騎士BOSS，出現在積雪神殿。         |
| 扣扣 | 浮冰島的企鵝海盜船長，也是元素騎士的BOSS之一。 |
| 蛋蛋 | 扣扣的兒子，也是元素騎士的BOSS之一。           |

### 摩靈世界
| 姓名     | 特徵、介紹                                         |
| 烈焰魔眼 | 魔界之門的BOSS，手下分別為小蝠和小藍。             |
| 食人花妖 | 食人花園的BOSS，手下分別為藍桃和紅桃。             |
| 摩魚     | 珊瑚平原的BOSS，手下分別為煮熟的螃蟹和蔚藍的章魚。 |
| 水晶蜂   | 水晶迷宮的BOSS，手下分別為尖牙和利刺。             |
| 黑曜蠍   | 曜石迷宮的BOSS，手下分別為刺蠍和鉗子。             |
| 石魔     | 風岩沙漠的BOSS，手下分別為骨碌碌和哆咯咯。         |
| 餘音裊裊 | 封印之地的BOSS，手下分別為白龍音和蒼龍樂。         |
| 亭亭玉立 | 鏡花水月的BOSS，手下分別為小亭和小希。             |
| 花荊藤   | 荊棘橋的BOSS，手下分別為花球球和葉球球。           |
| 光翼守衛 | 摩靈宮殿的BOSS，手下分別為小翼和電光。             |
| 光暗雙生 | 璨之花園的BOSS，手下分別為光喵、光鷹、暗喵和暗鷹。 |

### 其他角色
| 姓名                       | 特徵、介紹 |
| 摩爾王一世 (詹姆斯·派克)   | 統一黑森林摩爾與地下城摩爾，並在摩利亞建立王都。自時之女神為其加冕登基起，將摩爾歷史正式帶入王國時代。在位期間大力倡導下，摩爾對上古遺跡中魔法符文的研究日新月異，也養成學習和使用魔法的風尚。 |
| 黑斗篷巫師 (恐懼魔王·尤利) | 造就摩爾歷史上多次災難的幕後黑手，其身份是大魔王伊恩手下的魔界五天王之一，百年來試圖引誘充滿慾望的摩爾墮落地獄，以便尋找方法徹底破除「時之女神」對於大魔王伊恩布下的封印。                     |
| 摩爾王二世 (紅鼻子·基爾)   | 絕不被承認的君主，被認為根本配不上摩爾王二世的名號，是摩爾不願記起的名字。 |
| 老喬克                     | 宮廷首席魔法師，魔法學院的首領，魔法派的代表。 |
| 摩爾王三世 (無畏者•米歇爾) | 摩爾王一世之子，機智勇敢，眾所期盼的繼位者。登基後帶領眾多摩爾離開摩利亞，於黑森林開啟新的王朝。                                                                                               |
| 埃爾法                     | 被摩爾王驅逐出王國的魔法師，在黑斗篷巫師給予的黑水晶幫助下製造出許多黑暗魔物並襲擊王國。 |
| 摩爾王八世 (亞歷山大)      | 麼麼、塞拉、捷克的生父。最終逝世於黑森林。在之後的任務《王子復仇記》中有以靈魂型態出現。 |
| 哈娜皇后                   | 麼麼、塞拉、捷克的生母。目前行蹤不明。在之後的任務《王子復仇記》中有以魔法型態出現,扮演的角色為葛楚瑞，故事結束後化為紫蝶消失。                                                                |
| 迪克                       | 綁架走二王子塞拉的黑暗勢力，並且在後續利用塞拉殺害摩爾王八世，還曾經綁架過菩提、花嬸、粒粒。                                                                                                   |
| 零零                       | 紅鼻子馬戲團的團長。 |
| 盧卡斯                     | 紅鼻子馬戲團的成員之一，穿著小丑裝扮，會表演電鋸活人等伎倆。曾經被黑魔法師綁架。 |
| 奇可                       | 奇可餐廳的主人。 |

## 摩爾莊園手遊

### 主要人物
| 姓名     | 特徵、介紹 |
| 埃里克斯 | 作為一名海外留學歸來的設計師，埃里克斯在家具設計上擁有獨到的見解，強調“品味” 的他偶爾也會顯得有些自戀。不過，或許正因為如此，他的設計從不隨波逐流。埃里克斯相信環境無法改變本心，只有堅定自己，總有一天會找到屬於自己的位置。                                    |
| 琦琦     | 琦琦是派對廣場的主持人，是粒粒的妹妹，身為摩爾莊園中的一份子，她也為小廣場的建設貢獻了自己的一份力量。 |
| 大力     | 莊園的居民總是這樣評價大力，這個戴著單片眼鏡，手腕綁著時鐘，身著西裝的摩爾，無時無刻不在散發神秘與睿智的光芒，卻也帶著一種不可靠近的疏遠感。但不可否認，大力是個優秀的商人，他周遊各地收集到的珍稀寶物，的確是在莊園其他地方都買不到，且貨真價實，收藏價值極高。 |
| 茜茜     | 茜茜出生於占卜世家，是占卜族最後的血脈，她獨自居住在摩爾拉雅雪山的小屋裡，因為她覺得神秘的占卜師應該一個人居住。她很喜歡紫色，因為紫色代表著神秘，如果你在莊園裡遇到了什麼神秘事件，可以來找她聊聊，她或許會很感興趣。                                           |
| 貝琪     | 雲遊四方是冒險家的夢想，貝琪性格善良又豪邁,心中始終嚮往更大的世界。貝琪是雲 島的領航員,總喜歡乘著熱氣球四處冒險。在一次遊歷中，她發現了浮在天空上的島，於是貝琪邀請莊園裡的小摩爾們一起入住雲島，經營打造自己的小鎮。                                            |

### 博物島
| 姓名 | 特徵、介紹                                                         |
| 霧冬 | 博物島的管理員，實為學者諾亞與伊毆共同拱寫的摩物志所幻化成的化身。 |

### DH組織(Dark Hours)
| 姓名       | 特徵、介紹 |
| 大魔王伊恩 | 邪惡與黑暗的化身，受DH組織所信仰。在與時之女神的大戰中被七大聖器的力量封印於黑森林的禁地中。於摩爾歷4707年時強行破除了上古封印並率領DH組織前去襲擊莊園，因摩爾王八世召喚出七大聖器而再度被封印於地下。 |
| 帝奧       | DH組織幕後主使，是與世界樹相連的木精靈，與卡斯外形相近且思維相連，能夠產出DH果實。 |
| 切特       | DH組織首領，身穿深綠的斗篷，能夠贈予他人強大的魔力，在DH內部裡稱為“那位大摩”。 |
| 佩妮(PN）  | DH組織成員，出身於時之家族，與RK同為時之守護者，卻因不明原因加入了DH組織，在DH內部裡地位極高。 |
| 西西隆索   | DH組織成員，為遠古十二勇士之一，擅於使用黑魔法。被佩妮用召喚法陣傳送到了現代，在佩妮的控制下成為了DH成員。                                                                                             |
| 藥康康     | DH組織成員，曾是莊園裡遠近聞名的煉藥師，為了追尋更好的藥材而加入DH組織。 |
| 塞拉       | DH組織成員，為摩爾莊園的二王子。 |
| 哈哈魔法師 | DH組織成員，原本為皇室研究院的成員之一，為了追尋更強大的魔法而加入DH組織。 |
| 塞德里斯   | DH組織成員，擁有能夠操控他人意識的能力，為潛入莊園而假扮成商隊隊長。 |
| 盧卡       | DH組織成員，擁有能夠編織夢境的能力。曾立志要當個小說家，卻因多次失敗而陷入絕望，在哈哈魔法師的蠱惑下加入了DH組織。                                                                                     |
| 費奇       | DH組織成員。 |
| 肯格       | DH組織成員，在DH組織入侵莊園時，被哈哈魔法師派遣去監視主角和妮娜。 |
| 伊絲特     | 前DH組織成員，曾是黑魔法學院成員。在哈哈魔法師的實驗下改造成了黑魔法戰鬥機器。 |
| 小丑M      | 前DH組織成員，原本在廢墟中已奄奄一息，因被哈哈魔法師用黑魔法賦予生命而聽命於哈哈魔法師，並將他視為父親。                                                                                               |
| 皮特       | 塞德里斯的手下，為潛入莊園而假扮成商隊成員。 |
| 比特       | 塞德里斯的手下，為潛入莊園而假扮成商隊成員。 |

### 角色配音
| 姓名       | 中國大陸配音 | 台灣配音     |
| 菩提       | 王宇航       | （尚未公佈） |
| 艾爾       | 蘇至豪       | 胡鎮璽       |
| 瑞琪       | 徐翔         | 劉傑         |
| 洛克行政官 | 劉北辰       | 陳煌典       |
| 湯米       | 趙梓涵       | 呂紹綸       |
| 梅森       | 葫蘆         | 于正昇       |
| 埃里克斯   | 徐翔         | 郭霖         |
| 尼克       | 大白         | 柯至訓       |
| 琦琦       | 伍凱立       | 張乃文       |
| 尤尤       | 王雅欣       | 連思宇       |
| 克勞神父   | 梁達偉       | 柯至訓       |
| 弗禮德     | 曹真         | 胡鎮璽       |
| 茜茜       | 四白         | 萬萬         |
| 凱文       | 馬洋         | 蕭定睿       |
| 絲爾特     | 蟲蟲         | 張乃文       |
| 彩虹       | 張妮         | 張小畢       |
| 普通拉姆   | 張妮         |              |
| 麼麼公主   | 張妮         | 楊凱凱       |
| RK         | 藤新         | 于正昇       |
| 艾米       | 吱毛         | 楊凱凱       |
| 傑西       | 安志         | 江志倫       |
| 花嬸       | 蟲蟲         | 王瑞芹       |
| 小丑M      | 安志         |              |
| 大力       | 劉垚         | 魏伯勤       |
| 貝琪       | 唐雅菁       | 張小畢       |
| 大衛       | 李郝瑞       |              |
| 站崗衛兵   | 趙梓涵       |              |

## 摩爾莊園2

### 主要人物
| 姓名   | 職位或地位                | 生日    | 特徵、介紹 |
| 摩芬奇 | 摩爾學院院長 SMC畫家      | 未知    | 明白事理，胸襟寬大，菩提在摩爾學院的老師。想成為畫家就要找他。                                                                                         |
| 菩提   | 前皇家騎士團團長          | 2月27日 | 年輕時是摩爾學院的SA特優生。摩樂樂的養父。 |
| 絲爾特 | 服裝店店長                | 5月4日  | 設計的服裝總能引起新潮流。金色長髮後面綁了個紅色蝴蝶結，一邊刘海用粉色愛心夾子固定，戴著紅框圓眼鏡。                                                   |
| 兔兔   | 摩爾報社主編              | 5月5日  | 一個熱衷於採訪的記者。 |
| 大衛   | 發明家                    | 5月5日  | 在梅森小屋上面的農場發明屋裡，常常得意著他自己的作品。總是稱自己為偉大的科學家。                                                                       |
| 梅森   | SMC農場主                 | 6月23日 | 一直對「自己是不是真的很囉唆？」這件事耿耿於懷。想成為農場主就要找他。                                                                                 |
| 彩虹   | 寵物店長 拉姆飼養員       | 未知    | 一位善解人意的拉姆飼養員。 |
| 諾拉   | SMC煉金師                 | 未知    | 據說曾經很美，經歷一場意外後才變得很醜。想成為煉金師就要找她。                                                                                         |
| 林克   | 摩爾山谷管理員            | 未知    | 偶爾會幫忙送信，經常駐守在楓林島碼頭。 |
| ㄚ麗   | 漢青的女兒 動畫片角色之一 | 8月6日  | 她是個擁有一身好功夫，勤學苦練的好姑娘，永遠梳著個中國妹妹頭，梳著一對髮髻，說話快人快語，好打抱不平，女俠作風。                                       |
| 庫拉   | 魔法師                    | 6月1日  | 孤僻、邪惡、自大，但其實是刀子嘴豆腐心。曾綁架了六隻拉姆，並奪去他們的魂魄，造就了骰子。成天想方設法統治摩爾莊園，卻總是被樂樂俠阻止。                 |
| 骰子   | 庫拉的拉姆                | 未知    | 是六隻拉姆的合成體。其身體就像骰子，每一面各代表一種能力：一點為恢復，二點為複製，三點為強化，四點為結界，五點為爆炸，六點為實現願望。對主人忠心耿耿。 |
| 瑞琪   | 現任皇家騎士團團長        | 3月13日 | 曾為菩提的學生和一位不知名的女性是青梅竹馬。而且曾和RK聯手救出被關在正義實驗室中的動物。                                                               |
| 摩樂樂 | 從動畫片衍伸              | 4月6日  | 能透過自己的拉姆，變身成正義的樂樂俠，現在也是遊戲內的NPC，會陪著小摩爾們參與劇情任務。菩提大伯的養子。                                                |
| 拉仔   | 摩樂樂的拉姆              | 未知    | 是一隻超精靈。動畫片中，奉菩提大伯之命，總是趁主人昏迷時，讓主人在失憶的情況下變成樂樂俠。變身後叫做超仔。                                             |
| 布多多 | 從動畫片衍伸              | 未知    | 一個貪吃而力氣大的摩爾，摩樂樂的好友，動畫片的主角之一。現在也是遊戲內的NPC。                                                                          |
| 布少少 | 從動畫片衍伸              | 未知    | 一個貪睡而善於挖地洞的摩爾，摩樂樂的好友，動畫片的主角之一。現在也是遊戲內的NPC。                                                                      |

## 动画

### 电视/網路动画
| 姓名   | 简介 |
| 瑞琪   | 男，十五歲，皇家騎士團團長。 |
| 摩乐乐 | 男，天真無邪，樂觀開朗，身手矯健。網路版中為十歲，夢想成為騎士，靠著勇氣得到了属于自己的拉姆——拉仔。八歲（09年版为7岁），為人正義，有點叛逆，自己就是超級英雄卻渾然不知，米克和雪莉的兒子。 |
| 布多多 | 男，貪吃而力氣大，布少少的孿生兄弟，常和摩樂樂玩在一起。拉姆叫宝宝 |
| 布少少 | 男，貪睡而善於挖地洞，布多多的孿生兄弟，常和摩樂樂玩在一起。拉姆叫普普 |
| 么么   | 女，摩爾莊園的公主。父母從小就已離世，高貴、善良，有著一紅色的捲捲雙馬尾，用蝴蝶結綁著。摩樂樂的好友。                                                                                      |
| ㄚ麗   | 女，漢青的女兒，動畫片的主角之一，她是個擁有一身好功夫，勤學苦練的好姑娘，永遠梳著個中國妹妹頭，梳著一對髮髻，說話快人快語，好打抱不平，女俠作風。拉姆叫波波。                              |
| 菩提   | 男，拉姆學院校長，前皇家騎士團團長。拉姆為葡萄，常常幫忙安排拉姆們上課的工作。年轻时被称为“红发菩提”。摩樂樂的養父，同時也是瑞琪和弗蘭克的老師。                                            |
| RK     | 男，全名Robert Kidder（羅伯特·基德），莊園裡的搗蛋鬼，有飛天遁地的能力。如今一直在尋找父母的下落。拉姆名叫鲁比                                                                              |
| 兔兔   | 女，一個热衷於採訪的記者，摩爾報社的主編。拉姆名叫拉菲 |
| 瓦卡卡 | 男，只在網路版中登場。全身散發著惡臭，不善於養拉姆而總是無法養活初生的拉姆。 |
| 庫拉   | 男，一個魔法師，於正式版本中登場。孤僻、邪惡、自大，但其實是刀子嘴豆腐心。曾綁架了六隻拉姆，並奪去他們的魂魄，造就了骰子（庫拉的拉姆）。成天想方設法統治摩爾莊園，卻總是被樂樂俠阻止。      |
| 米克   | 男，摩樂樂的親父，於正式版本中登場。因為一場失敗的試驗，造成大災難，於是便和妻子離開了摩樂樂，到外面的世界尋找更好的東西彌補當時的意外。                                                    |
| 雪莉   | 女，米克的妻子，摩乐乐的母亲，於TV第二季中登場。 |
| 彩虹   | 女，一位善解人意的拉姆飼養員，位於寵物店。常和絲爾特聊天。拉姆名叫爱丽丝 |
| 尼克   | 男，摩爾餐廳的店長，料理深受人們喜愛。招牌菜是"愛心牛排"。 |

## 摩爾勇士

### 十二勇士
目前十二勇士僅披露十名。
| 姓名   | 頭銜     | 職業   | 介紹 | 目前所在處     |
| 瑞恩   | 摩爾勇士 | 劍士   | 為十二勇士之首。在龙之试炼后踪迹全无，销声匿迹了，只有他的破魔剑静静的躺在皇室宫殿内，所有人认为他在女神守护中牺牲了，事实的真相不得而知。為了紀念瑞恩，人們在勇士廣場上建了他的石像。从勇士学员开始，她和妮娜、多修，就一直是最默契的朋友。十二勇士中勇敢的化身。     | 失蹤           |
| 妮娜   | 摩爾勇士 | 劍士   | 有着皇室血统，第一位女皇家骑士团团长。努力坚定。从勇士学员开始，她和瑞恩、多修，就一直是最默契的朋友。十二勇士中坚强的化身。 | 王国军营       |
| 多修   | 摩爾勇士 | 劍士   | 為人神祕，總是給未來勇士方向的指引。从勇士学员开始，她和瑞恩、妮娜，就一直是最默契的朋友。十二勇士中宽容的化身。 | 勇士廣場       |
| 铃     | 摩爾勇士 | 傳教士 | 女神大圣堂的祭司。像天使一般温柔而坚强的女孩，擅长白魔法中的治愈魔法和洁净魔法。龙之试炼之后，铃和其他修女一起看护女神大圣堂，祈祷和平。十二勇士中仁慈的化身。 | 女神大圣堂     |
| 安德魯 | 摩爾勇士 | 劍士   | 是一名铁匠，弗雷基港口造船厂的厂长，注重於合成装备，力量十分強大。十二勇士中勤劳的化身。 | 弗雷基港口廣場 |
| 路西欧 | 摩爾勇士 | 劍士   | 受摩爾王之託，為防止黑暗勢力破壞十年後的摩爾王國，穿越十年後與黑暗四大首領之一巨岩魔蛇對抗。 | 廢棄的皇宮花園 |
| 凯西   | 摩爾勇士 | 弓箭手 | 永恆之森的守護者。原本不知道自己是十二勇士之一，後來與妮娜的命運懷表感應才得知。後來被召喚與多修、妮娜等人一起阻止黑龙的黑暗计划，但個人覺得永恆之森有很多神圣的力量需要被守護，且本身是永恆之森的守護者，決定留在永恆之森，有需要時會給予幫助。十二勇士中真诚的化身。 | 永恆之森       |
| 尼康康 | 摩爾勇士 | 魔法師 | 麦田村的村长。一次尼康康在旅行中无意间打败了巨大螃蟹怪，得到老村长的赞许，他执意让尼康康当麦田村村长。奇格身材魁梧，冒失当过兵。他整天在村里的餐厅骗吃骗喝，吹嘘他年轻时干过的壮举。实际上，尼康康并不像表面看起来那么游手好闲，他在十二勇士中很有威信。               | 麥田村         |
| 银犬   | 摩爾勇士 | 劍士   | 被公認為十二勇士里最潇洒的剑士。表叔是路库K。 |                |
| 月影   | 摩爾勇士 | 劍士   | 是一名孤儿，被狼族收养。习惯在夜间行动，因为在黑夜里，他的行动比白天更迅速。与狼为伴，坐骑是狼的首领。是一位旅行者。 |                |

### 黑暗勢力
| 姓名          | 特徵、介紹                                                                     |
| 大魔王伊恩    | 邪惡與黑暗的化身。                                                             |
| 恐懼魔王·尤利 | 大魔王伊恩手下的魔界五天王之一，擅用恐懼之力壓迫對方的精神意志，讓人失去理智。 |
| 黑暗魔王·基姆 | 大魔王伊恩手下的魔界五天王之一。                                               |